# Annaberg-Lungötz
Annaberg-Lungötz est une commune autrichienne située dans l'État de Salzbourg. Il s'agit d'un lieu touristique doté d'une station de sports d'hiver et où on peut pratiquer l'été du cyclisme de montagne, du parapente et du rafting.

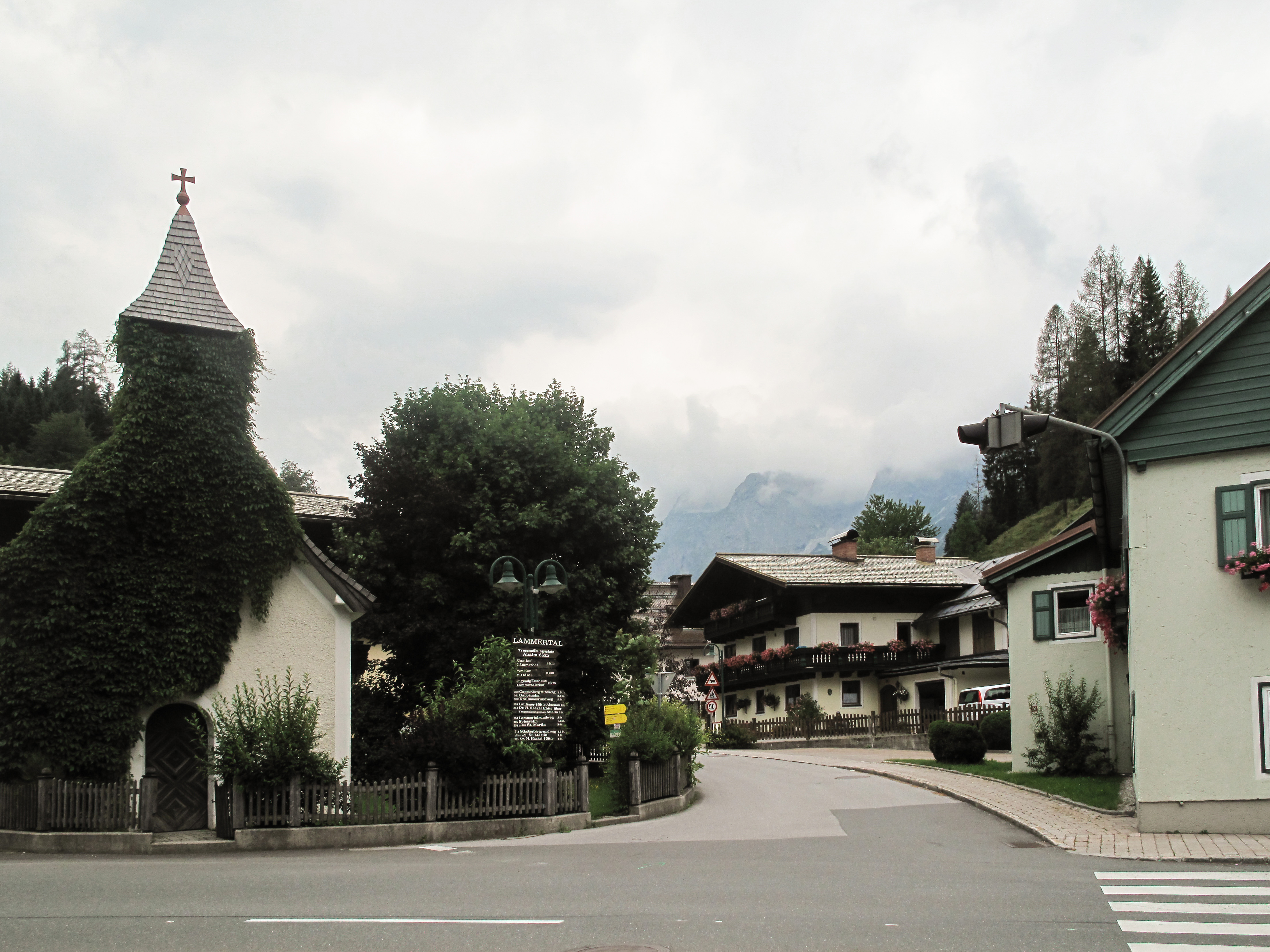
Lungötz, tour de l'église dans la rue

## Personnages notables
Marcel Hirscher, champion de ski, né en 1989.